# Немецкий язык в Швейцарии

Распространение немецкого языка в Германии, Австрии и Швейцарии в качестве официального (тёмно-зелёная область) и в качестве языка меньшинств (голубой цвет)

Немецкий язык в Швейцарии является одним из официальных языков наряду с французским, итальянским и ретороманским языками. Около 5 млн швейцарцев (63 % населения) считают немецкий язык родным.
В то же время немецкий язык в Швейцарии существенно отличается от стандартного (литературного) немецкого языка в Германии как в фонетическом, так и в лексическом отношении. Разговорный язык швейцарцев базируется на швейцарском диалекте (Schweizerdeutsch — собирательное обозначение ряда алеманнских диалектов Швейцарии). Стандартизированной формой швейцарского немецкого языка является их собственный национальный вариант — Schweizer Hochdeutsch. Он представлен как разговорной, так и письменной формой языка, что объясняет его популярность среди швейцарцев.
В 17 швейцарских кантонах из 26 немецкий язык является единственным официальным языком и ещё в четырёх существует наряду с французским (Берн, Фрибур, Валлис) и итальянским (Граубюнден). Область распространения немецкого языка также называется немецкой Швейцарией. Каждая община вправе устанавливать в качестве официального собственный язык, что, соответственно, усложняет определение языка отдельных кантонов и приводит к выделению смешанных языковых регионов (например, на юго-востоке Швейцарии).